# Гильдуин (епископ Лиможа)

Франция в 1030 году

Гильдуин (Хильдуин или Альдуин; лат. Hilduinus, фр. Hilduin или Alduin; умер 23 июня 1014) — епископ Лиможа с 990 года.

## Биография
Основной нарративный источник о Гильдуине — «Хроника» Адемара Шабанского, в которой ему даётся очень негативная оценка. Упоминается он и в хронике Жоффруа Брёйского, а также в нескольких современных ему документах.
Гильдуин был одним из детей виконта Лиможа Жеро и Ротильды. Среди его братьев были, в том числе, виконт Ги I, епископ Хильдегер и аббат монастыря Святого Марциала Жоффруа I.
Возможно, ещё в юности Гильдуин принял духовный сан. Предполагается, что он может быть тождественен упоминающемуся в 980-х годах одноимённому аббату монастыря Святого Стефана в Лиможе.
В 990 году Гильдуин возглавил Лиможскую епархию, став преемником умершего 11 июня своего старшего брата Хильдегера. Инициатором возведения Гильдуина в епископский сан был герцог Аквитании Гильом IV. Это противоречило тогдашним церковным правилам, согласно которым избирать нового епископа должен был клир епархии, а проводить процедуру аккламации — миряне. Однако произошедшее к тому времени усиление зависимости духовенства и простолюдинов от своих сеньоров позволило герцогу пренебречь обычаями. Церемонию рукоположения Гильдуина провёл в Ангулеме архиепископ Бордо Гомбо. Интронизация нового епископа состоялась уже в Лиможе в присутствии архиепископа Гомбо и его суффраганов: Аббона Сентского, Фротерия Перигёрского и Гуго Ангулемского. Хотя Лиможская епархия была частью Буржской митрополии и посвящение в сан Гильдуина чужим митрополитом также не соответствовало церковным правилам, о каких-либо протестах Дагоберта Буржского по этому поводу в источниках не сообщается.
В 994 года Франция сильно пострадала от «огненной чумы» (лат. pestilentia ignis), жертвами которой стали множество жителей. Только в Аквитании от неё умерло около сорока тысяч человек. Не избежал эпидемии и Лимузен. В этом бедствии были обвинены иудеи, и поддавшись призывам некоего крещёного еврея из Блуа жители Лиможа тогда жестоко их преследовали. Для прекращения болезни аквитанский герцог Гильом IV, епископ Гильдуин и аббат монастыря Святого Марциала Жоффруа I повелели лиможцам три дня поститься. В Лимож были призваны главы близлежавших епархий, которые должны были явиться в город со своими самыми ценными реликвиями. Для поднятия духа христиан из могилы были извлечены и выставлены на всеобщее обозрение мощи Марциала, наиболее почитаемого в Лимузене святого. 4 декабря в присутствии всех епископов, герцога и его вассалов состоялся крестный ход с реликвиями Марциала. Согласно Адемару Шабанскому, благодаря этому святому покровителю Лиможа, болезнь вскоре прекратилась.
Тогда же присутствовавшие в Лиможе прелаты — архиепископы Дагоберт из Буржа и Гомбо из Бордо и епископы Гильдуин, Бегон из Клермона, Гвидо из Ле-Пюи, Мартин из Перигё и Гримоар из Ангулема — и представители аквитанской знати во главе с герцогом Гильомом IV провели синод. В знак благодарности Богу за чудесное избавление от эпидемии герцог и его вассалы заключили договор о мире, подтвердив тот клятвами над святыми реликвиями. Нарушителям клятвы грозило отлучение от церкви. Обо всём этом участники синода проинформировали папу римского Иоанна XV, который не только подтвердил условия соглашения, но и повелел, чтобы в память об этих событиях крестные ходы с реликвиями святого Марциала совершались ежегодно. Решения Лиможского собора 994 года — один из первых достоверно известных случаев заключения Божьего мира. Современными историками Гильдуин считается одним из организаторов подписания этого соглашения и одним из самых последовательных сторонников неукоснительного исполнения условий Божьего мира.
В том же 994 году Гильдуин обрёл мощи святого Юста, ученика святого Илария. Епископ так же провёл реформу монастыря Мутье-д’Аэн в одноимённом селении, заменив там монахов-бенедиктинцев канониками. По свидетельству Адемара Шабанского, это было сделано епископом «по наущению дьявола». В то время бенедиктинцы считались персонами, наиболее приверженными строгому выполнению суровых монастырских норм. Каноников же обвиняли в принебрежении, а иногда и игнорировании многих из этих правил. Возможно, что замена «правильной» братии монастыря Мутье-д’Аэн на «неправильную» могла стать причиной отрицательного отношения Адемара Шабанского к епископу Гильдуину.
Несмотря на провозглашение суровых кар для нарушителей Божьего мира, феодальные войны между сеньорами Аквитании так и не прекратились. Первый из крупных вооружённых конфликтов, в который оказался волечён Гильдуин, произошёл уже в 995 году. Тогда сразу же после смерти Гильома IV его вассалы, правившие графствами Марш и Перигор братья Адальберт I и Бозон II, завладели некоторыми крепостями аквитанского герцога. Сторонник строгого исполнения норм Божьего мира, Гильдуин отлучил обоих братьев, а на их владения наложил интердикт. Епископ также повелел своему брату Жоффруа I увезти из находившегося на попечении этих сеньоров монастыря святой Валерии мощи этой святой. Только после прекращения теми военных действий епископ Лиможа разрешил Адальберту I и Бозону II посещать христианские храмы, снял запрет на богослужение в церквях и монастырях и возвратил священные реликвии. Хотя перемирие и не продлилось долго, оно позволило новому герцогу Гильому V укрепиться на отцовском престоле и в конце концов усмирить мятежников.
В 997 году епископ Гильдуин и лиможский виконт Ги I совершили паломничество в Иерусалим.
В 998 году умер брат Гильдуина, аббат монастыря Святого Марциала Жоффруа I, и епископ совместно с другим своим братом, виконтом Ги I, избрал новым настоятелем Адальбальда. Когда же тот умер 22 июля 1007 года, его преемником стал Жоффруа II.
Так как во время войн между аквитанскими сеньорами и их герцогом лиможский виконт Ги I был на стороне Гильома V, против него в 999 году совместно выступили графы Бозон II Маршский и Гильом IV Ангулемский. В ответ епископ Гильдуин снова наложил интердикт на владения воевавших сеньоров.
Тогда же Гильдуин вопреки церковным канонам разрешил страдавшим от сильного голода жителям Эво-ле-Бена не придерживаться Великого поста.
Вероятно, подобно другим своим современникам, Гильдуин в 1000 году ожидал конца света. Однако когда эти ожидания не оправдались, он так же как и другие прелаты того времени с ещё большей активностью продолжил заботиться о нуждах своей епархии.
В 1004 году епископ Гильдуин участвовал в походе своего брата Ги I в Сен-Жуньян для защиты построенного аквитанским герцогом против восставшего сеньора Шабане Иордана I замка в Боже. Хотя мятежники разбили лиможское войско, на обратном пути Иордан I был убит одним из пленников. В организации убийства новый сеньор Шабане Иордан II обвинил Гильдуина. Он несколько лет воевал с лиможцами и согласился заключить мир только после того, как Гильдуин выплатил ему крупную сумму как компенсацию за смерть своего предшественника, а крепость была разрушена.
Известно об участии Гильдуина в созванном по инициативе аквитанского герцога Гильома V синоде в Пуатье. Его участники — архиепископ Сегин Бордоский, епископы Гизлеберт Пуатевинский, Гильдуин Лиможский, Гримоальд Ангулемский и Исл Сентский, двенадцать аббатов, герцог и другие знатные персоны — снова подтвердили необходимость строгого соблюдения условий Божьего мира.
Летом 1010 года жена виконта Ги I Эмма во время паломничества в Сен-Мишель-ан-Лерм была пленена норманнами и увезена в Скандинавию. Несмотря на передачу похитителям большого выкупа, в который, в том числе, вошли и многие церковные ценности, супруга виконта так и не была освобождена своими похитителями. Только через три года Эмма получила свободу, благодаря ходатайству за неё герцога Нормандии Ричарда II Доброго.
В 1010 или 1012 году Гильдуин приказал жившим в Лиможе евреям принять крещение или покинуть город. Поводом для этого стало разрушение в 1009 году мусульманами храма Гроба Господня в Иерусалиме, по дошедшим до французских христиан слухам совершённое по подстрекательству палестинских иудеев. Священники должны были в течение месяца обучать новообращённых, но только несколько евреев стали христианами: бо́льшая часть иудеев ушла из Лиможа, а некоторые совершили самоубийство. Неизвестно, испытывал ли Гильдуин лучную ненависть к исповедникам иудаизма или он был вынужден пойти на антиеврейские меры по требованию своих прихожан. Как бы то ни было, преследование евреев в Лиможе было лишь эпизодом из целого ряда других аналогичных событий, произошедших по всей Франции в 1007—1012 годах.
В 1011 году Гильдуин и герцог Гильом V ездили в Рим. В качестве дара папе епископ взял бо́льшую часть сокровищ аббатства Святого Марциала, которое, по утверждению Адемара Шабанского, Гильдуин «прибрал к рукам, выкупив у виконта Ги». Это вызвало недовольство лиможского духовенства, так как после всех изъятий Гильдуином для нужд своей семьи церковного имущества от былого богатства монастыря почти ничего не осталось. Узнав об этом, многие знатные персоны не только из Аквитании, но и из других областей Франции и даже из Италии на Пасху приехали в Лимож и передали аббатству ещё больше ценностей, чем епископ взял из обители.
Возможно, пытаясь искупить свою вину перед святым покровителем аббатства Святого Марциала, после возвращения из Рима Гильдуин в 1012 году за свой счёт восстановил многие постройки в монастыре. Тогда же епископ передал аббатству и некоторые принадлежавшие ему лично владения.
Следующей заботой Гильдуина стало строительство нового кафедрального собора. При этом епископ планировал сохранить и старую церковь, якобы построенную ещё при святом Марциале, сделав её частью нового сооружения. Строительство собора началось в 1014 году, но уже вскоре было прервано из-за смерти Гильдуина. Тот скоропостижно умер 23 июня того же года во время поездки в аббатство Мутье-д’Аэн. Останки епископа были перевезены в Лимож и по ранее сделанному Гильдуином распоряжению похоронены в церкви Святого Мартина. Новый же кафедральный собор был достроен уже при новом епископе Жеро, сыне виконта Ги I.